# أليكس ألفيس (لاعب كرة قدم مواليد 1974)
أليكس ألفيس (بالبرتغالية: Alexandro Alves do Nascimento‏) هو لاعب كرة قدم برازيلي في مركز الهجوم، ولد في 30 ديسمبر 1974 في Campo Formoso ‏ في البرازيل، وتوفي في 14 نوفمبر 2012 في جاوو في البرازيل بسبب ابيضاض الدم. لعب مع أتلتيكو مينيرو وجمعية بورتوغيزا الرياضية ونادي بالميراس ونادي باهيا ونادي جوفنتودي ونادي غوانغجو آر أند إف ونادي فاسكو دا غاما ونادي فورتاليزا ونادي فيتوريا ونادي كافالا ونادي كروزيرو ونادي هرتا برلين.

## وصلات خارجية
- أليكس ألفيس (لاعب كرة قدم مواليد 1974) على موقع قاعدة بيانات كرة القدم.إي يو (الإنجليزية)
- أليكس ألفيس (لاعب كرة قدم مواليد 1974) على موقع عالم كرة القدم.نت (الإنجليزية)